# Grecja na Letnich Igrzyskach Olimpijskich 2000
Grecję na Letnich Igrzyskach Olimpijskich 2000 reprezentowało 140 zawodników.

## Zdobyte medale
| Medal  | Zawodnik                                                                                                   | Dyscyplina           | Konkurencja                            |
| ------ | --- | -------------------- | -------------------------------------- |
| Złoto  | Konstandinos Kienderis                                                                                     | Lekkoatletyka        | bieg na 200 m                          |
| Złoto  | Michalis Murutsos                                                                                          | Taekwondo            | Waga musza (58 kg)                     |
| Złoto  | Piros Dimas                                                                                                | Podnoszenie ciężarów | kategoria do 85 kilogramów             |
| Złoto  | Akakios Kachiaswilis                                                                                       | Podnoszenie ciężarów | kategoria do 94 kilogramów             |
| Złoto  | Ekaterini Tanu                                                                                             | Lekkoatletyka        | bieg na 100 m                          |
| Srebro | Anastasia Kielesidu                                                                                        | Lekkoatletyka        | rzut dyskiem                           |
| Srebro | Mirela Maniani                                                                                             | Lekkoatletyka        | rzut oszczepem                         |
| Srebro | Dimosthenis Tampakos                                                                                       | Gimnastyka           | ćwiczenia na kółkach                   |
| Srebro | Leonidas Sambanis                                                                                          | Podnoszenie ciężarów | kategoria do 62 kilogramów             |
| Srebro | Wiktor Mitru                                                                                               | Podnoszenie ciężarów | kategoria do 77 kilogramów             |
| Brąz   | Joana Chadziioanu                                                                                          | Podnoszenie ciężarów | kategoria do 63 kilogramów             |
| Brąz   | Amiran Karndanof                                                                                           | Zapasy               | Styl wolny 54 kg                       |
| Brąz   | Eirini Aindili, Ewangelia Christodulu, Maria Georgatou, Zacharoula Karyami, Charikleia Pantazi, Ana Polatu | Gimnastyka           | Gimnastyka artystyczna, układ zbiorowy |